# Barrio Kennedy (General Madariaga)
Barrio Kennedy es una localidad argentina en el Partido de General Madariaga, Provincia de Buenos Aires. Se encuentra sobre la Ruta Provincial 74, 4 km al Sudeste del centro de General Madariaga.
Lo comunica con el centro de Madariaga la línea de colectivos 501. El sitio es uno de los puntos donde el municipio provee de Internet gratuita.